# مارغاريتا لوزانو
مارغاريتا لوزانو (بالإسبانية: Margarita Lozano)‏ (14 فبراير 1931 - 7 فبراير 2022)، هي ممثلة أفلام إسبانية، ولدت في تطوان شمال المغرب.

## جوائز
حصلت على جوائز منها:
- ميدالية الاستحقاق الذهبية في الفنون الجميلة (إسبانيا) (2018)
- الدكتوراة الفخرية من جامعة مرسية  [لغات أخرى]‏ (2015).[8]

## وصلات خارجية
- مارغاريتا لوزانو على موقع IMDb (الإنجليزية)
- مارغاريتا لوزانو على موقع ألو سيني (الفرنسية)
- مارغاريتا لوزانو على موقع أول موفي (الإنجليزية)
- مارغاريتا لوزانو على موقع قاعدة بيانات الأفلام السويدية (السويدية)
- مارغاريتا لوزانو على موقع قاعدة بيانات الفيلم (الإنجليزية)
- مارغاريتا لوزانو على موقع كينوبويسك (الروسية)